# HC Poruba
Der HC RT Torax Poruba ist ein tschechischer Eishockeyclub aus Poruba, einem Stadtteil von Ostrava, der seit 2018 an der zweithöchsten Spielklasse Tschechiens, der 1. Liga (Tschechien), teilnimmt.

## Geschichte

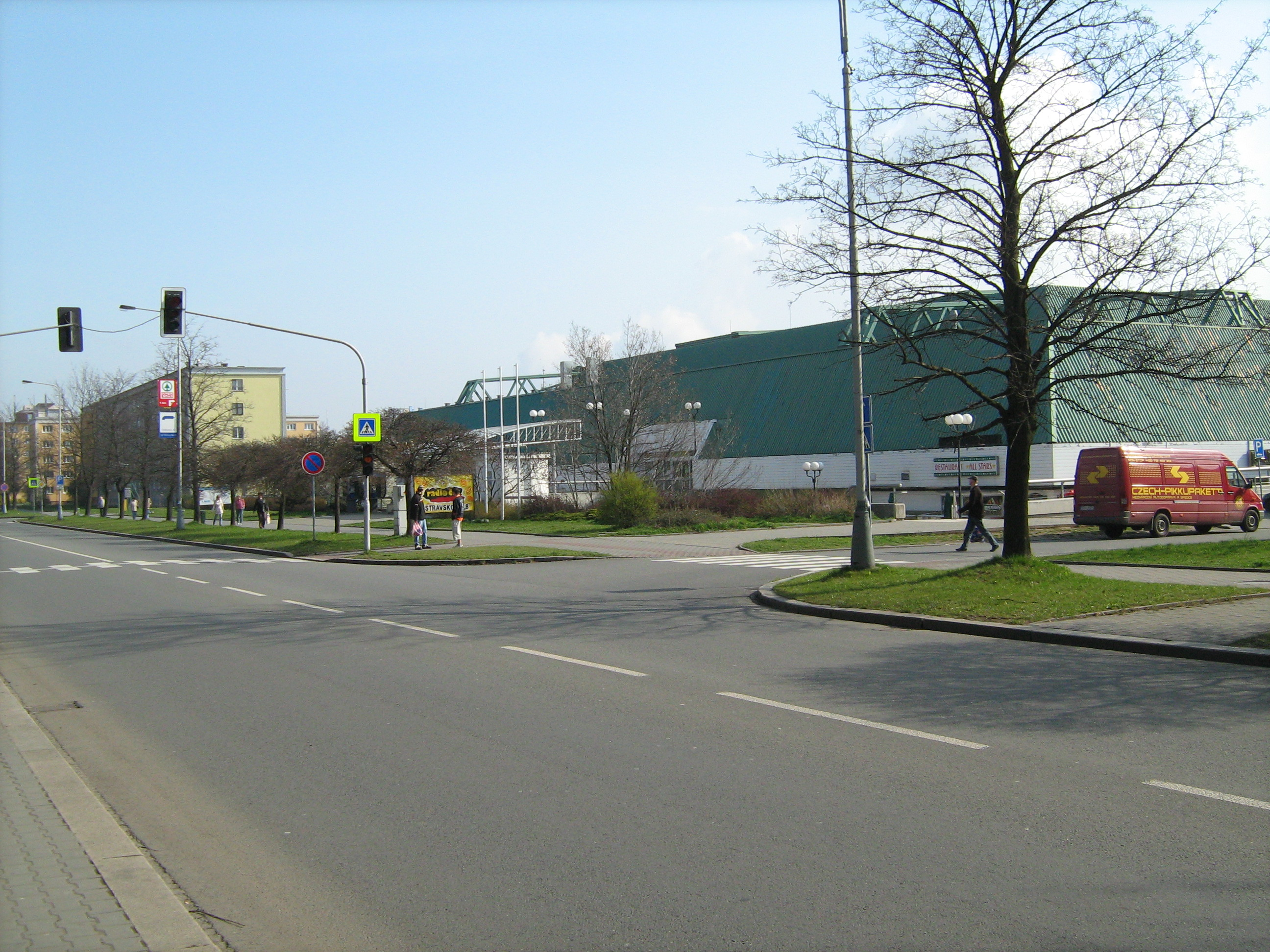
Zimní stadion Ostrava - Poruba, Heimspielstätte des Clubs

Der Verein wurde 1946 als SK Poruba gegründet, der zunächst als Amateurklub auf regionaler Ebene spielte. 1948 wurde ein landesweiter Verband gegründet, dem der Club beitrat und damit in TJ Sokol Poruba umbenannt wurde. Zwischen 1953 und 1959 spielte der Verein unter dem Namen DSO Tatran Poruba. 1959 wurde der Spielbetrieb der Eishockeysektion eingestellt, da die Natureisbahn des Vereins einem Straßenbauprojekt weichen musste. 1962 gab es erste Bestrebungen, die Sektion Eishockey wieder zu beleben, aber erst 1964 fand das nächste Spiel statt. 1977 gelang der Aufstieg in die dritte Spielklasse der Tschechoslowakei, der II. národní liga. Mit nur sechs Siegen aus 36 Partien stieg der Verein jedoch wieder ab und wurde 1978 mit dem TJ Hutní zusammengelegt. In der Folge der Fusion wurde der Vereinsname in TJ Hutní Montáže Ostrava geändert, was von den Fans zum Schlachtruf „Huťa Muťa“ verkürzt wurde.
1994 benannte sich der Verein in HK Poruba um und spielte zu diesem Zeitpunkt in der regionalen Meisterschaft Mähren-Nord. Ein Jahr später gelang der Aufstieg in die dritte Spielklasse Tschechien, die 2. národní hokejová liga.
2001 wurde der Club in HC Sareza Ostrava umbenannt. 2004 schaffte die Herrenmannschaft mit dem Meistertitel der 2. národní hokejová liga den Aufstieg in die 1. Liga, in der sie bis 2009 spielte. Mit dem Abstieg 2009 wurde die Herrenmannschaft aufgrund finanzieller Probleme aufgelöst, so dass sich der HC VOKD Poruba zunächst ausschließlich auf die Nachwuchsarbeit konzentrierte. 2010 wurde ein neuer Hauptsponsor gefunden, der Club in HC RT Torax Prouba umbenannt und eine neue Herrenmannschaft gegründet, die in die drittklassige 2. národní hokejová liga aufgenommen wurde. 2018 stieg die Mannschaft mit dem Meistertitel der 2. národní hokejová liga wieder in die 1. Liga auf.

## Erfolge
- Meister der 2. Liga und Aufstieg in die 1. Liga 2004
- Meister der 2. Liga und Aufstieg in die 1. Liga 2018

## Spielstätte
Die Heimspiele werden in der 1998 fertiggestellten Eishalle Zimní stadion Ostrava - Poruba ausgetragen, die bis zu 5.031 Zuschauern Platz bietet.

## Bekannte ehemalige Spieler
- Lukáš Klimek
- Vlastimil Lakosil
- Rostislav Olesz
- Jakub Štěpánek
- Michal Grman
- Roman Polák
- Marek Kvapil